# 횡성중학교
횡성중학교(橫城中學校)는 대한민국 강원특별자치도 횡성군 횡성읍 읍하리에 있는 공립 중학교이다.

## 학교 연혁
- 1945년 5월 10일 : 횡성공립농업학교 인가
- 1951년 9월 1일 : 횡성중학교 인가
- 1991년 3월 1일 : 병설 중·고등학교 구내 분리
- 2004년 11월 17일 : 특수학급 1학급 인가
- 2021년 12월 17일 : 급식실 준공
- 2022년 3월 1일 : 제39대(17대) 곽현신 교장 부임
- 2025년 1월 9일 : 제75회 졸업(졸업생 88명, 총 12,109명)
- 2025년 3월 4일 : 신입생 100명 입학

## 참고 자료
- 횡성중학교 - 한국교육학술정보원 학교알리미